# لئو برور
لئو برور (انگلیسی: Leo Brewer؛ زاده ۱۳ ژوئن ۱۹۱۹، درگذشته ۲۲ فوریه ۲۰۰۵) دانشمند در زمینه شیمی‌دان اهل ایالات متحده آمریکا بود.